# Mara Escalante
Reyna Margarita Chávez Escalante, conocida como Mara Escalante (4 de enero de 1968) es una actriz, comediante y productora mexicana.
Es mayormente conocida por la serie de televisión María de Todos los Ángeles, en la cual tiene varios personajes, incluyendo el protagónico.

## Biografía
Estudió e el Instituto Andrés Soler y posteriormente la licenciatura en Literatura Dramática y Teatro en la Universidad Nacional Autónoma de México.
Comenzó su carrera a mediados de los años 90. Escalante recibió fama internacional por su faceta como comediante, desarrollando personajes como "Nancy Aerobics", "Chu-Ly (La Princesa Dragón)", "Doña Lucha" y "Liboria".
En 2009 protagonizó su propia serie de televisión, María de todos los Ángeles, que está basada en otro personaje que creó como comediante. La serie ha sido transmitida por el Canal de las Estrellas de Televisa y por Univisión. Además, le hizo acreedora del premio TVyNovelas como la mejor serie hecha en México, en 2010 y 2014.
Fue productora ejecutiva, escritora, directora y actriz protagónica de la sección de comedia, durante la cobertura de Televisa en los Juegos Olímpicos de China 2008 y la Copa Mundial de Fútbol Sudáfrica 2010.
En 2023, Escalante estrena Saturnina y muerte, la cual escribe, produce, dirige y protagoniza. Además, incursiona en la composición musical al generar 10 temas originales para la puesta en escena, de la mano de Rafael Campos.

## Trayectoria

### Televisión
| Año       | Programa                               | Personaje                                                                                          |
| --------- | -------------------------------------- | -------------------------------------------------------------------------------------------------- |
| 2025      | Muero por Marilú                       | Marilú                                                                                             |
| 2020      | DL y Compañía                          | Doña Lucha                                                                                         |
| 2016-2019 | Nosotros los guapos                    | Doña Lucha                                                                                         |
| 2014      | Como dice el dicho                     | Sara                                                                                               |
| 2009-2013 | María de Todos los Ángeles             | María de todos los Ángeles / María de la Luz Martínez Martínez "Doña Lucha" / Dra. Strudel / Celia |
| 2009      | Hazme reír y serás millonario          | Concursante (2.º lugar)                                                                            |
| 2008      | La Jugada Olímpica (Televisa Deportes) | Doña Lucha / Chu-Ly                                                                                |
| 2001      | Diseñador de ambos sexos               | Doña Lucha / Lola                                                                                  |
| 1999-2000 | Humor es los comediantes               | Conductora                                                                                         |
| 1999      | Cuentos para solitarios                | Irene                                                                                              |

### Cine
| Año  | Película                                  | Personaje            |
| ---- | ----------------------------------------- | -------------------- |
| 2020 | Un Rescate de Huevitos                    | Duquesa              |
| 2019 | El complot mongol                         |                      |
| 2018 | Una mujer sin filtro                      | Carolina             |
| 2017 | Cómo matar a un esposo muerto             | Carolina             |
| 2017 | Operación concha                          |                      |
| 2016 | El tamaño sí importa                      | Concha               |
| 2016 | ¿Qué culpa tiene el niño?                 | Rosy                 |
| 2014 | Los pingüinos de Madagascar               | Eva (doblaje)        |
| 2014 | El niño y el delfín                       | Clara                |
| 1999 | Paso la tarde de ayer                     |                      |
| 1999 | Sexo, pudor y lágrimas                    | Secretaria           |
| 1996 | Kutuwira, donde nacen y mueren los sueños | Secretaria           |
| 1996 | Bailando con la más fea                   | Esposa del comprador |
| 1994 | Una luz en la escalera                    |                      |
| 1994 | La reina de la noche                      |                      |

## Controversias
Medios como El Sol de Tlaxcala mencionan que Mara Escalante nació en Ciudad de México, mientras que otros, como El Heraldo de México, dicen que fue en Tlaxcala.  